# Fannia canicularis
La piccola mosca domestica (Fannia canicularis Linnaeus, 1761) è un dittero appartenente alla famiglia dei Fannidae. Insieme alla mosca domestica (Musca domestica), a cui peraltro è molto simile, si trova comunemente a vivere in regime di commensalismo con l'uomo, negli ambienti domestici. È il più comune agente di miasi all'interno della sua famiglia.

## Descrizione
Gli adulti di F. canicularis hanno una lunghezza di 6 mm e un'apertura alare di 12 mm. Le zampe sono nere. Il torace è di colore grigio e presenta 3 bande longitudinali scure. L'addome è di forma ovale e di colore grigio, quello del maschio è stretto e presenta delle macchie gialle. Alla base dell'addome si trova una estesa macchia gialla. A riposo le ali sono sovrapposte e ripiegate lungo il dorso.
La larva è di colore marrone chiaro e ha una forma ovale con sporgenze simili a piccole fruste che ricoprono le estremità del corpo e che le permettono di strisciare all'interno di substrati semi-solidi.

## Biologia

### Ciclo vitale
La piccola mosca domestica depone le uova sulle piante in decomposizione e sugli escrementi di animali. La schiusa delle uova avviene in 24 ore. Per raggiungere la maturità le larve impiegano dai 3 ai 60 giorni mentre le pupe dai 3 ai 28 giorni. Le larve si nutrono su qualsiasi tipo di materia organica in decomposizione, comprese le carogne. Gli adulti compaiono all'inizio della primavera, prima della mosca domestica.

### Comportamento
La F. canicularis vola in una maniera veramente caratteristica senza sosta e per periodi molto prolungati. In ambiente domestico le piccole mosche domestiche volano comunemente al centro della stanza o sotto i lampadari, ma raramente sulla tavola apparecchiata, a differenza della comune mosca.
Il volo è composto da una serie di traiettorie di forma triangolare o quadrangolare irregolari, con segmenti percorsi rapidamente e alle volte intervallati da momenti in cui le mosche rimangono sospese negli angoli delle traiettorie che seguono. Quando sono sole e lasciate indisturbate le mosche dei lampadari mantengono una quota di volo più o meno costante e un pattern regolare. Quando invece più individui perlustrano la stessa area, uno sfreccia di fronte all'altro, poi si verifica un movimento nervoso e disordinato e infine un allontanamento di entrambi. Subito dopo uno riguadagna l'area perlustrata e ricomincia a seguire lo stesso percorso. Questa attività è caratteristica dei maschi. Questi ultimi infatti entrano prevalentemente negli ambienti domestici umani, mentre le femmine tendono a rimanere nei siti di riproduzione all'aperto e non si spostano come fanno i maschi. È quindi facile vederle volare sopra i recinti in cui vengono tenuti gli animali e in particolare sui pollai, dove possono risultare anche infestanti.

## Riconoscere la specie
La piccola mosca domestica può essere facilmente confusa con la Musca domestica; si distingue per le dimensioni minori, per il corpo più slanciato e per la quarta nervatura longitudinale (M1+2) delle ali, che è diritta invece che piegata come nella mosca comune. Le 3 bande longitudinali sul torace sono meno pronunciate nella prima specie. Il volo dei maschi è caratteristico perché piuttosto irregolare.